# Ашурова, Ташбиби
Ташбиби Ашурова  (тадж. Тошбибӣ Ашӯрова; 1925 — ?) — звеньевая колхоза «Кзыл Нишон» Пахтаабадского района Сталинабадской области Таджикской ССР. Герой Социалистического Труда (01.03.1948).

## Биография
Родилась в 1925 году в кишлаке Акмачит Душанбинского вилоята Таджикской ССР в составе Узбекской ССР, ныне — Турсунзадевского района Таджикистана. Узбечка.
С 1938 года во время Великой Отечественной войне несовершеннлетняя Ташбиби трудилась в местном хлопководческом колхозе «Кзыл Нишон» Пахтаабадского района Сталинабадской области Таджикской ССР. 
После окончания Великой Отечественной войны Ташбиби Ашурова возглавила комсомольско-молодёжное звено по выращиванию хлопка-сырца трудилась ударно и награждена орденом «Знак Почёта». По итогам работы в 1947 году её звено получило урожай хлопка 97 центнеров с гектара на площади 5 гектаров.
Указом Президиума Верховного Совета СССР от 1 марта 1948 года за получение высокого урожая хлопка в 1947 году Ашуровой Ташбиби присвоено звание Героя Социалистического Труда с вручением ордена Ленина и золотой медали «Серп и Молот».
И на следующий год заслужила орден Трудового Красного Знамени. В последующие годы звено Т. Ашуровой продолжало получать высокие урожаи белого золота в колхозе, в 1956 году переименованном в колхоз имени ХХ партсъезда.
Избиралась депутатом Верховного Совета Таджикской ССР 2—4-го созывов (1947—1959).
Дальнейшая судьба неизвестна.

## Награды
- Золотая медаль «Серп и Молот» (01.03.1948);
- орден Ленина (01.03.1948).
- орден Трудового Красного Знамени(23.06.1949).
- орден «Знак Почёта» (29.12.1946).
- Медаль «В ознаменование 100-летия со дня рождения Владимира Ильича Ленина»
- Медаль «За доблестный труд в Великой Отечественной войне 1941—1945 гг.»
- Медаль «За трудовое отличие»(01.03.1965)
- и другими
- Отмечена дипломами и почётными грамотами.